# Pseudoderopeltis petrophila
Pseudoderopeltis petrophila är en kackerlacksart som beskrevs av Robert Walter Campbell Shelford 1910. Pseudoderopeltis petrophila ingår i släktet Pseudoderopeltis och familjen storkackerlackor. Inga underarter finns listade i Catalogue of Life.